# Lena Nyberg
Lena Margareta Valeskog Nyberg, född 3 augusti 1959 i Matteus församling i Stockholm, är en svensk jurist och tidigare politiker (socialdemokrat). Hon var 2015–2024 generaldirektör för Myndigheten för ungdoms- och civilsamhällesfrågor.
Före detta innehade hon tjänsten som Verkställande direktör i Skärgårdsstiftelsen i Stockholms län från den 1 juni 2010. Dessförinnan, från 2001 till 2008, var hon barnombudsman. 2006 tilldelades Nyberg Solstickepriset. Nyberg är utbildad jurist, tidigare socialborgarråd i Stockholm samt statssekreterare på Kulturdepartementet. Hon är gift med Jan Valeskog.
Lena Nyberg utnämndes i april 2025 till ny ordförande för Sanningskomissionen för det samiska folket.